# الغباري (الرجم)

تعديل مصدري - تعديل

الغباري هي إحدى قرى عزلة بني الغذيفي بمديرية الرجم التابعة لمحافظة المحويت، بلغ تعداد سكانها 285 نسمة حسب تعداد اليمن لعام 2004.